# Ines Diers
Ines Diers, née le 2 novembre 1963 à Rochlitz (RDA), est une nageuse est-allemande, spécialiste des courses de nage libre. 

## Carrière
Ines Diers remporte cinq médailles aux Jeux olympiques de 1980 à Moscou. Championne olympique du relais 4 × 100 mètres nage libre et du 400 mètres nage libre, elle est médaillée d'argent en 200 mètres et 800 mètres nage libre et médaillée de bronze en 100 mètres nage libre.

## Palmarès

### Championnats d'Europe
- Championnats d'Europe 1981 à Split (Yougoslavie) :
  -  Médaille d'or du 400 m nage libre ;
  -  Médaille d'or du relais 4 × 100 m nage libre ;
  -  Médaille d'argent du 800 m nage libre.